# Hermann Lei (Politiker, 1972)
Hermann Lei (* 5. November 1972; heimatberechtigt in Berneck) ist ein Schweizer Rechtsanwalt und Politiker (SVP).

## Biografie
Hermann Lei ist der Sohn des gleichnamigen FDP-Politikers Hermann Lei, 1983 bis 1992 Gemeindeammann von Weinfelden und von 1992 bis 2002 Regierungsrat des Kantons Thurgau. Er wuchs in Weinfelden auf, besuchte die Kantonsschule Frauenfeld sowie das Lehrerseminar Kreuzlingen und studierte Rechtswissenschaften, das Studium schloss er im Juli 2001 ab (lic. iur.). Er betreibt seit 2005 in Weinfelden ein Advokaturbüro, als Mitglied des Thurgauischen sowie des Schweizerischen Anwaltsverbandes.
Hermann Lei sass 2007/08 im Gemeinderat, dem Stadtparlament von Frauenfeld, und sitzt seit 2007 im Grossen Rat des Kantons Thurgau. Die SVP-Fraktion wählte ihn im April 2023 zu ihrem neuen Präsidenten.
Hermann Lei ist Vize-Präsident der Kantonalen Offiziersgesellschaft Thurgau. Er wohnt in Frauenfeld, ist verheiratet und hat zwei Kinder.

## Affäre Hildebrand
Lei spielte eine zentrale Rolle in der Affäre Hildebrand um den damaligen Präsidenten des Direktoriums der Schweizerischen Nationalbank Philipp Hildebrand. Gemäss dem Bankratspräsidenten Hansueli Raggenbass nahm Lei gestohlene Kundendaten der Bank Sarasin zu einem Konto von Hildebrand entgegen und leitete sie an Christoph Blocher weiter. Dieser legte sie Bundespräsidentin Calmy-Rey vor. Lei, der sich durch Rechtsanwalt Valentin Landmann vertreten liess, leitete die Unterlagen auch an den Weltwoche-Journalisten Urs Paul Engeler weiter. Im Zuge dieser Affäre trat Hildebrand zurück.
Lei erhielt vom Vorstand des Thurgauischen Anwaltsverbands (TVA) eine formelle Ermahnung wegen seiner in den Medien in rüden Worten gezeigte Freude über Hildebrands Rücktritt. Am 13. Januar 2012 wurde eine Strafuntersuchung gegen Lei und den Zürcher SVP-Kantonsrat Claudio Schmid (inzwischen eingestellt) wegen Widerhandlung gegen das Bankengesetz (Art. 47 BankG) bzw. einer Teilnahme daran eingeleitet. Lei wurde zusätzlich die Verletzung des Berufsgeheimnisses vorgeworfen. Am 25. Januar 2012 trat er aus der Justizkommission des Thurgauer Grossen Rats zurück. Die Staatsanwaltschaft erliess 2013 einen Strafbefehl gegen ihn wegen versuchter Anstiftung und Gehilfenschaft zur Verletzung des Bankgeheimnisses sowie mehrfacher Verletzung des Schriftgeheimnisses. Das Verfahren wegen der Verletzung des Geschäfts- und Berufsgeheimnisses wurde eingestellt. Lei erhob Einsprache gegen den Strafbefehl, sodass es am 30. März 2016 zum Prozess vor dem Bezirksgericht Zürich kam. Im Berufungsprozess sprach das Obergericht am 23. August 2017 Lei wegen Gehilfenschaft zur Verletzung des Bankgeheimnisses schuldig. Allerdings sei der Gang an die Medien gerechtfertigt gewesen, weil angesichts der Devisentransaktionen des Nationalbankpräsidenten zumindest der Verdacht bestanden habe, dass ein «moralisch höchst verwerfliches Handeln» und damit ein «skandalöses Verhalten» bei Philipp Hildebrand vorgelegen habe.

## Kontroversen
2012 schrieb die Wochenzeitung (WOZ), Lei sei mit der Adresse seines Advokaturbüros als Halter der Internetadresse adolf-hitler.ch eingetragen gewesen. Laut Lei handelte es sich dabei um einen Fehler: Er sei nie Halter der Internetadresse gewesen, sondern sie gehöre einem seiner Kunden. Die Internetseite solle zur Aufklärung auf die Gräuel des Nationalsozialismus hinweisen. Lei ging gerichtlich gegen die Berichterstattung der WOZ vor. Der verantwortliche Journalist Carlos Hanimann wurde erstinstanzlich vom Bezirksgericht Zürich vom Vorwurf der Ehrverletzung freigesprochen, es liege aber eine Persönlichkeitsverletzung vor. Lei und Hanimann beendeten danach das Verfahren durch Vergleich, nachdem Hanimann sein Bedauern ausgesprochen und Lei eine Entschädigung bezahlt hatte. Die Zeitung TagesWoche entschädigte Lei wegen ähnlicher Aussagen mit 5000 Franken und sprach ebenfalls ihr Bedauern aus.
Im Zuge der «Hildebrand-Affäre» bezeichnete ein Mann Hermann Lei auf Facebook als «Dreckslügner», «Dummkopf» und «Kriminellen». Der Mann wurde wegen mehrfacher Beschimpfung angeklagt, aber in letzter Instanz vom Bundesgericht freigesprochen.